# Alenquer (DOC)
Pour les articles homonymes, voir Alenquer (homonymie).
L'alenquer est un appellation d'origine (DOC) portugaise, dans l'Extramadura, dont les vins proviennent des vignobles d'Alenquer, situés sur les rives du Tage dans le centre du Portugal.

## Encépagement
Le vin rouge est élaboré avec les cépages rouges tinta roriz, castelão, tinta miúda, touriga nacional et trincadeira. Le vin blanc assemble : arinto (pedernã), Fernão Pires (Maria Gomes), Rabo de Ovelha, seara nova et Vital.